# 福岡県立小倉南高等学校
福岡県立小倉南高等学校（ふくおかけんりつ こくらみなみ こうとうがっこう, 英: Fukuoka Prefectural Kokura Minami High School）は、福岡県北九州市小倉南区富士見一丁目にある公立高等学校である。通称は「南高（みなみこう・校内略称なんこう）」。

## 概要

### 歴史
- 1906年（明治39年）に開校した「福岡県企救郡立企救農学校」（企救の読みは「きく」）を前身とする。2015年（平成27年）に創立110周年を迎えた。2019年（平成31年）に初の国公立合格者100名を超え、九州大学への合格者も毎年1名以上輩出している。

### 設置課程・学科・学区
- 全日制課程
  - 普通科 - 福岡県第二学区[1]（北九州市門司区、小倉北区、小倉南区、戸畑区）
- 定時制課程
  - 普通科 - 福岡県全域

校訓
「自主・創造・親愛」
校章
1949年（昭和24年）福岡県立小倉南高等学校と改称するにあたって制定された。中央に「高」の字を、その下地に小倉の「小」と南の「M」を上下から組み合わせ、更に「小」と「M」のそれぞれの先端を8等分するよう配分して、将来無限に拡大発展することを表現している。なお、この図案の中の「小」と「M」の文字の組み合わせは南十字星の輝きを表し、多難な人生航路に向かおうとする若人に希望と指針を与えることを念願としている。
校歌
作詞は松本明子、作曲は友村保之による。歌詞は2番まであり、両番とも歌詞の途中に校名の「小倉南」が登場する。
校友会誌
「南薫（なんくん）」と称する。
同窓会
「南薫会（なんくんかい）」と称する。

## 沿革
- 1903年（明治36年）8月28日 - 文部省によって設立が認可される。
- 1906年（明治39年）
  - 4月1日 - 「福岡県企救郡立企救農学校」が開校。
  - 4月15日 - 開校式を挙行。この日を開校記念日に制定。
- 1923年（大正12年）4月1日 - 移管に伴い、「福岡県立企救農学校」に改称。
- 1925年（大正14年） 4月1日 - 「福岡県企救農学校」に改称（校名から「立」が除かれる）。
- 1928年（昭和3年）3月29日 - 「福岡県企救園芸学校」に改称。
- 1938年（昭和13年）1月1日 -「福岡県小倉園芸学校」に改称。
- 1944年（昭和19年）12月1日 - 「福岡県小倉農学校」に改称。
- 1948年（昭和23年）
  - 4月1日 - 学制改革により「福岡県立小倉園芸高等学校」（新制高等学校）が発足。全日制園芸課程を設置。
  - 6月30日 - 定時制課程を設置。
  - 8月 -  中谷高津尾に定時制分教場を設置。
  - 10月 - 福岡県立小倉女子高等学校（現福岡県立小倉西高等学校）内に定時制分校を設置。
- 1949年（昭和24年）
  - 4月1日 - 普通課程を設置。
  - 4月30日 - 私立紫水高等学校（1915年創立・旧大正實科女学校・旧企救郡豫備学校・旧小倉女子実業学校・旧紫水高等女学校）を統合。
  - 5月1日 - 「福岡県立小倉南高等学校」（現校名）に改称。
  - 5月 - 福岡県立小倉女子高等学校内の定時制分校を廃止。
- 1951年（昭和26年）4月1日 - 併設中学校開校。
- 1953年（昭和28年）4月1日 - 定時制の分校を「小倉市立菅生分校」に改称。
- 1958年（昭和33年）3月 - 菅生分校の夜間授業を廃止し、定時制に統合。分校は昼間女子のみとなる。
- 1965年（昭和40年）3月31日 - 園芸科を廃止。
- 1966年（昭和41年）3月31日 - 北九州市立菅生分校（昼間女子）を廃止。
- 1973年（昭和48年）3月 - 第45回選抜高等学校野球大会に初出場。
- 1975年（昭和50年）8月 - 第57回全国高等学校野球選手権大会に初出場。
- 1985年（昭和60年）11月16日 - 創立80周年記念事業として校舎を改築。校訓碑を建立。
- 1990年（平成2年）4月1日 - 全日制課程普通科に英語コース（1学級）を設置。
- 1995年（平成7年）11月18日 - 創立90周年記念事業として総合体育館施設が完成。
- 2005年（平成17年）10月22日 - 創立100周年記念事業として新校舎が完成。
- 2015年（平成27年）11月7日 - 創立110周年記念式典挙行。
- 2018年（平成30年）3月31日 - 全日制課程普通科英語コースを廃止。

## 部活動
全日制課程
運動部
- 野球部
- 剣道部
- 柔道部
- 陸上競技部
- バスケットボール部
- バレーボール部
- ソフトテニス部
- サッカー部
- 水泳部
- アーチェリー部
- 卓球部
- 総合運動部

文化部
- バトン部
- 放送部
- 科学部
- 英語部
- 音楽部
- 美術部
- 書道部
- 茶道部
- 吹奏楽部
- ホームメイキング部
- 情報処理部
- 総合文化部
- 生徒会執行部

定時制課程
運動部
- 軟式野球部
- バドミントン部
- 陸上競技部
- 卓球部
- バスケットボール部

文化部
- 美術部

※過去に存在した部活動および同好会（全日制課程）
運動部（旧 体育部）
テニス部（庭球部）、体操部、山岳部、ラグビー同好会
文化部
新聞部、化学部、物理部、生物部、写真部、演劇部、華道部、園芸同好会、フォーク同好会、天文同好会、映画研究会、鉄道研究会、応援団

## 著名な出身者

### アート・文芸
- 松本零士 - 漫画家（銀河鉄道999、宇宙戦艦ヤマト、宇宙海賊キャプテンハーロック、男おいどん、戦場まんがシリーズ）
- 畑中純 - 漫画家（まんだら屋の良太、元東京工芸大学芸術学部教授）
- 井上正治 - 漫画家（マラソンマン）
- 今吉将之 - 作家、漫画家、イラストレーター（デジタル所さん）
- 福澤徹三 - 作家、小説家（Iターン、東京難民、侠飯）
- 犀川愛子 - 洋画家（日展会員、白日会会員）
- 吉田恵美（さとみ） - インテリアデザイナー

### 芸能
- 中村有志（中村ゆうじ） - 俳優、パントマイマー、司会者（元祖!大食い王決定戦）
- しいなえいひ - モデル（ベネトン）、俳優（OPEN HOUSE、アニムスアニマ、オーディション）
- 後藤健 - 俳優（元劇団青年座）
- 代々木忠 - AV監督（ザ・面接）、映画監督、映画プロデューサー（元アテナ映像社長）※定時制中退
- 井上富雄 - ミュージシャン（元ルースターズ、元ブルー・トニック）
- KAZYA - ミュージシャン（元175R、現DrunK!）
- 藤田大吾 - ミュージシャン（元alüto、現DrunK!）
- 神道楓 - ミュージシャン（元福刻パラノイア）
- 橋本洋 - トランペット奏者（元日本フィルハーモニー交響楽団、現武蔵野音楽大学非常勤講師）
- 坂本眞理 - ピアニスト
- 井上虫歯二本 - 元お笑いタレント
- いのけん - お笑いタレント（太田プロダクション）
- ドーナツ・ピーナツ - お笑いコンビ（吉本興業）

### スポーツ
- 古賀武 - 柔道家（世界柔道選手権無差別級3位）
- 藤原隆充 - 元プロバスケットボール選手（滋賀レイクスターズ）
- 桑原義典 - 元プロバスケットボール選手（東芝ブレイブサンダース）
- 西尾裕 - 元プロ野球選手（南海ホークス）、元八幡大学硬式野球部監督
- 松尾篤 - 元プロサッカー選手（V・ファーレン長崎、サウルコス福井）
- 仁木一嘉 - 元プロボクシング選手（バンタム級）
- 藤田弘美 - 剣道家（在学中に高校総体個人優勝・筑波大学時代に全日本女子学生個人優勝）
- 藤井良一 - 剣道家（二刀流）
- 葛谷修 - 野球指導者（元東福岡高等学校野球部監督）※甲子園大会6度出場
- 石橋茂樹 - 野球指導者（元九州国際大学付属高等学校野球部監督）※甲子園大会3度出場

### 政治
- 佐藤正夫 - 政治家（元衆議院議員、元福岡県議会議員）

### 経済
- 吉武太志 - 経営者（オーエーセンター株式会社社長）※ネジチョコ
- 中島敬二郎 - 経営者（株式会社九州三共社長）※リヴィエールマンション

### 教育
- 三成由美 - 栄養学者（中村学園大学栄養科学部教授、福岡県栄養士会理事）

## 交通アクセス
最寄りの鉄道駅
- 九州旅客鉄道（JR九州） 城野駅
- 北九州高速鉄道（モノレール） 小倉線 「城野駅」

最寄りのバス停
- 西鉄バス北九州 「富士見町」、「城野町」バス停

最寄りの道路
- 北九州高速1号線 北方出入口
- 国道322号「小倉南高校前」交差点

## 周辺
- 北九州市立大学
- 福岡県立小倉商業高等学校
- 福岡県立北九州高等学校
- 北九州市立城南中学校
- 北九州市立城野小学校
- 北九州市立北方小学校
- 小倉南区役所
- 小倉南警察署
- 国立病院機構小倉医療センター
- 北九州市立総合療育センター
- 北九州市立小倉総合特別支援学校
- 北九州市立小倉南特別支援学校
- 北九州市立城野市民センター
- 花園保育園